# Лиможский фарфор

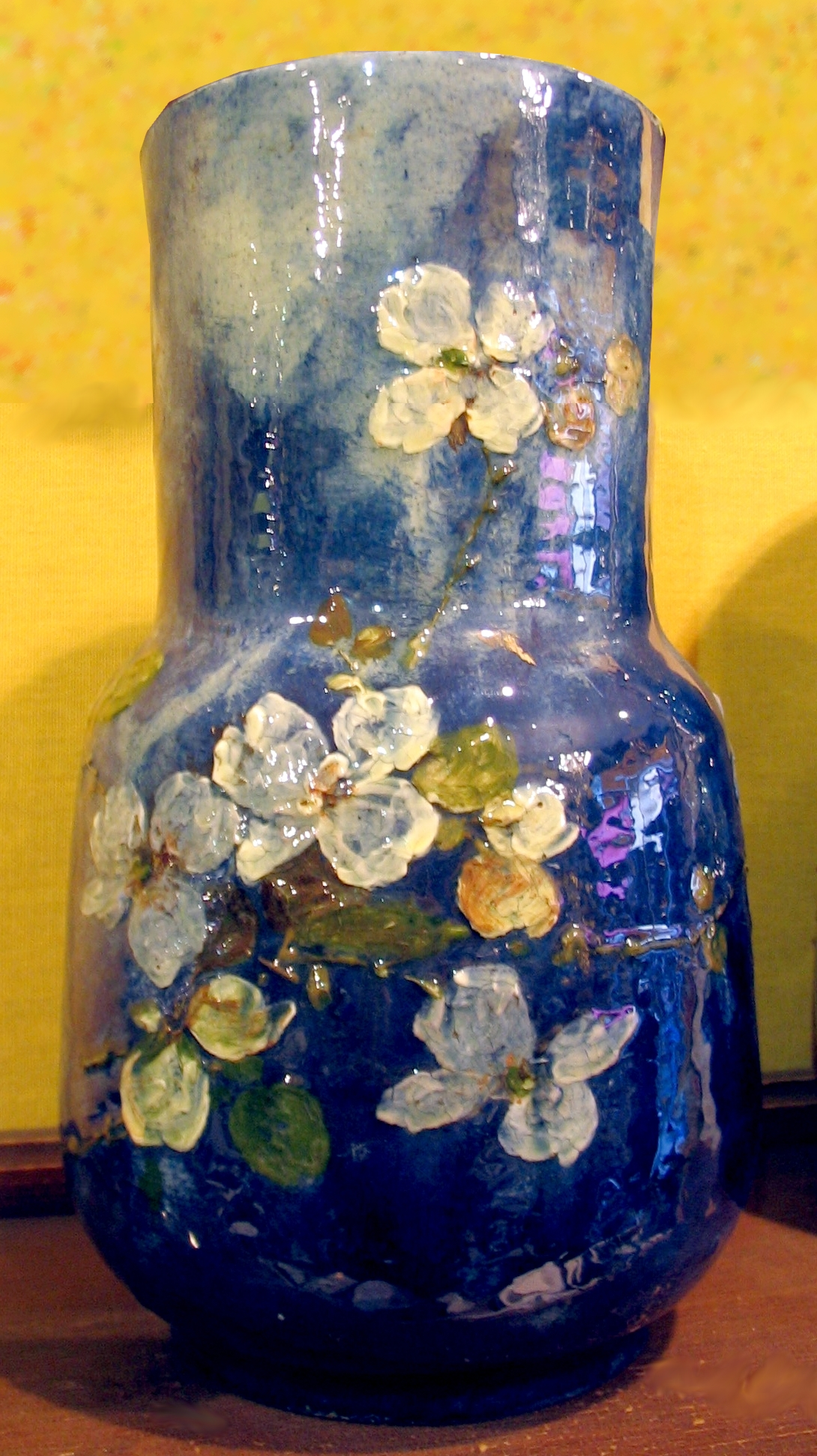
Керамическая ваза с импрессионистским декором работы Теодора Эвиланда, ок. 1890 год.

Лиможский фарфор — керамические изделия, относящиеся к категории твёрдого фарфора, производство которых было начато во французском городе Лимож приблизительно в 1770 году, сразу после открытия в непосредственной близости от Лиможа месторождений каолиновой глины. Каолин был необходим для производства этой твёрдой и просвечивающейся керамики, отличающейся особенной белизной.
Понятие «лиможский фарфор» не относится к какому-либо отдельному производителю.

## Название
Слово «лиможский», указывающее на происхождение, до настоящего времени не имеет во Франции признания и защиты по разряду наименования по месту производства. Тем не менее, в 1962 году Арбитражным судом Лиможа было вынесено решение, согласно которому указание «лиможский» допускается использовать исключительно для фарфоровых изделий, произведённых и декорированных в Лиможе.

## История
Ещё с эпохи Средневековья Лимож имел признанную репутацию центра производства предметов декоративного искусства. Уже в XII веке город был одним из самых известных европейских центров производства стекловидной эмали, и эта лиможская эмаль была известна как Opus de Limogia или Labor Limogiae.
Начиная с 1730-х годов, Лимож также стал известен как место производства незначительных партий фаянсовой посуды.
История фарфора в Европе началась с того, что Франсуа Ксавье д'Антреколь (фр. François Xavier d'Entrecolles), миссионер-иезуит, живший в китайском Цзиндэчжэне, обнаружил в 1712 году состав и технологию производства китайского фарфора. Впоследствии, благодаря его стараниям, в Европе, во Франции и, в частности, в Лиможе, начали производить настоящий фарфор.
В своих двух письмах, известных в наше время, он подробно описал технологию изготовления китайского фарфора. Эти письма датированы 1 сентября 1712 года и 25 января 1722 года. Он сумел в течение XVIII века отправить во Францию множество иллюстрированных альбомов, наглядно представляющих различные стадии производства, а также образцы каолина, что имело фундаментальное значение для начала производства настоящих фарфоровых изделий.

## Производство фарфора в Лиможе

### Первые шаги

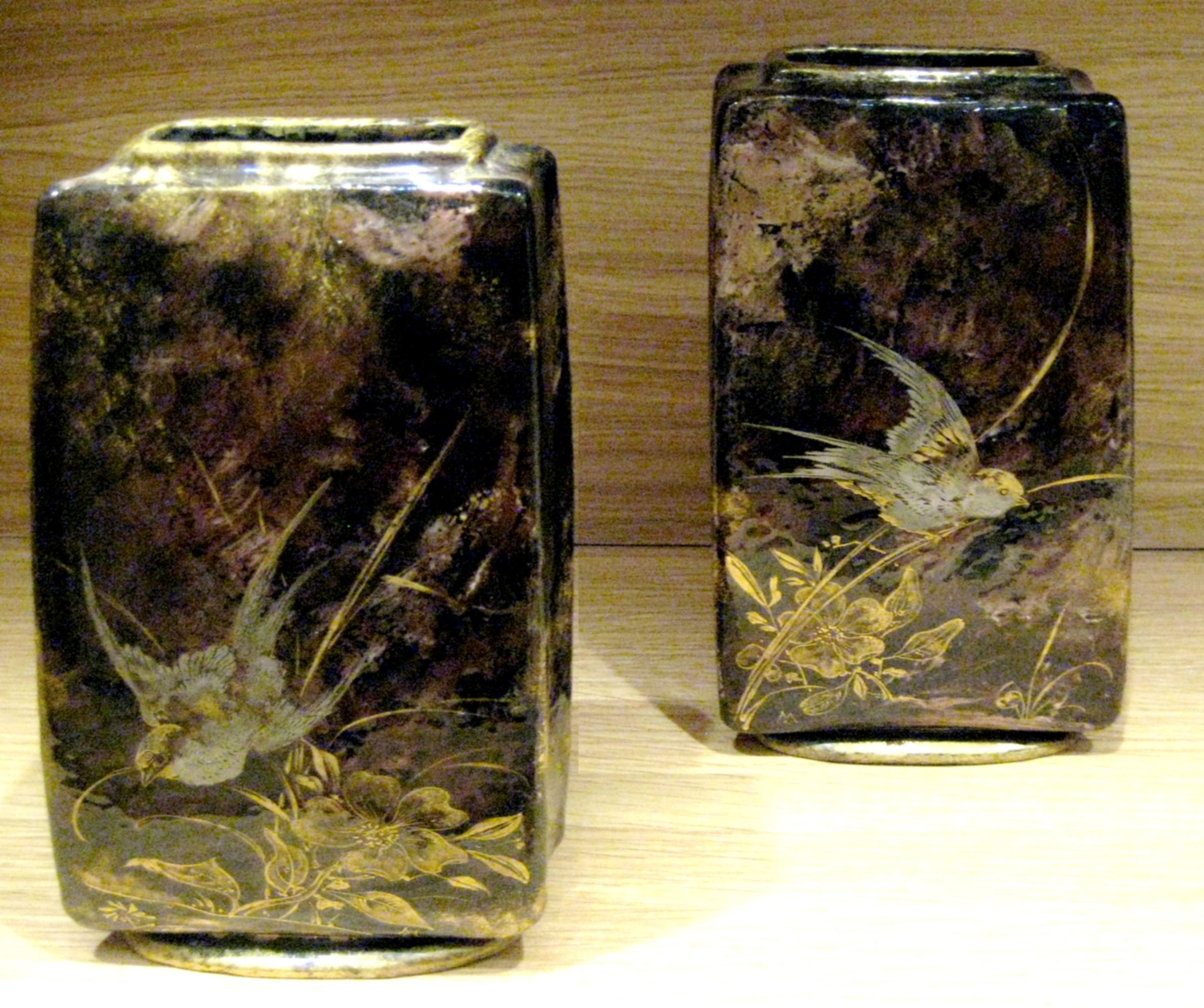
Кермические вазы работы фабрики Haviland and Company, 1872—1882 годы, Коллекция Музея Орсе.

После обнаружения в 1705 году в Саксонии вещества, по составу близкого к каолину, в 1767 году было открыто месторождение каолина в бедствующей деревеньке Сент-Ирье-ла-Перш, неподалёку от Лиможа (на границе с Дордонью). По легенде, хирург Жан-Батист Дарне сообщил местному аптекарю о том, что его жена использует при стирке белья грунт белого цвета в качестве стирального порошка. Именно благодаря данному месторождению Лимож был призван стать столицей фарфора во Франции. Рядом с месторождением каолина были обнаружены залежи так называемого китайского камня, по сути, каолинизированной разновидности полевого шпата.
В 1769 году 59-летний король Франции Людовик XV выкупил месторождение каолина, сделав производство фарфора королевской привилегией. Именно с этого года во Франции введено право производства фарфора и соответствующие пошлины. Первая фарфоровая мануфактура в Лимузене была основана в 1771 году братьями Грелле и Масье-Фурнера (фр. frères Grellet et Massié-Fournérat). После смерти Людовика XV в 1774 году мануфактура переходит под патронаж короля Карла X. Эта мануфактура существовала в таком статусе вплоть до 1784, когда ей был присвоен статус Королевской мануфактуры. В 1794 году её присоединили к Севрской мануфактуре.

### Эпоха крупных фабрик
Производство фарфора во Франции существенно пострадало в годы французской революции. Впоследствии возрождение фарфорового дела произошло благодаря французскому промышленнику Франсуа Аллюо-старшему (фр. François Alluaud), ставшему первопроходцем промышленного производства лимузенского фарфора в первой половине XIX столетия. Возглавив в 1800 году фабрику, он занимался совершенствованием технологии производства и внедрением инноваций. Помимо этого, фабрика Аллюо полностью контролировала добычу каолина, месторождения которого целиком находились на её землях. Так, уже в 1807 году, в Лиможе насчитывалось 5 мануфактур, на которых эксплуатировалось 7 печей и трудилось около 200 рабочих, производивших фарфоровые изделия на сумму 230 000 франков.

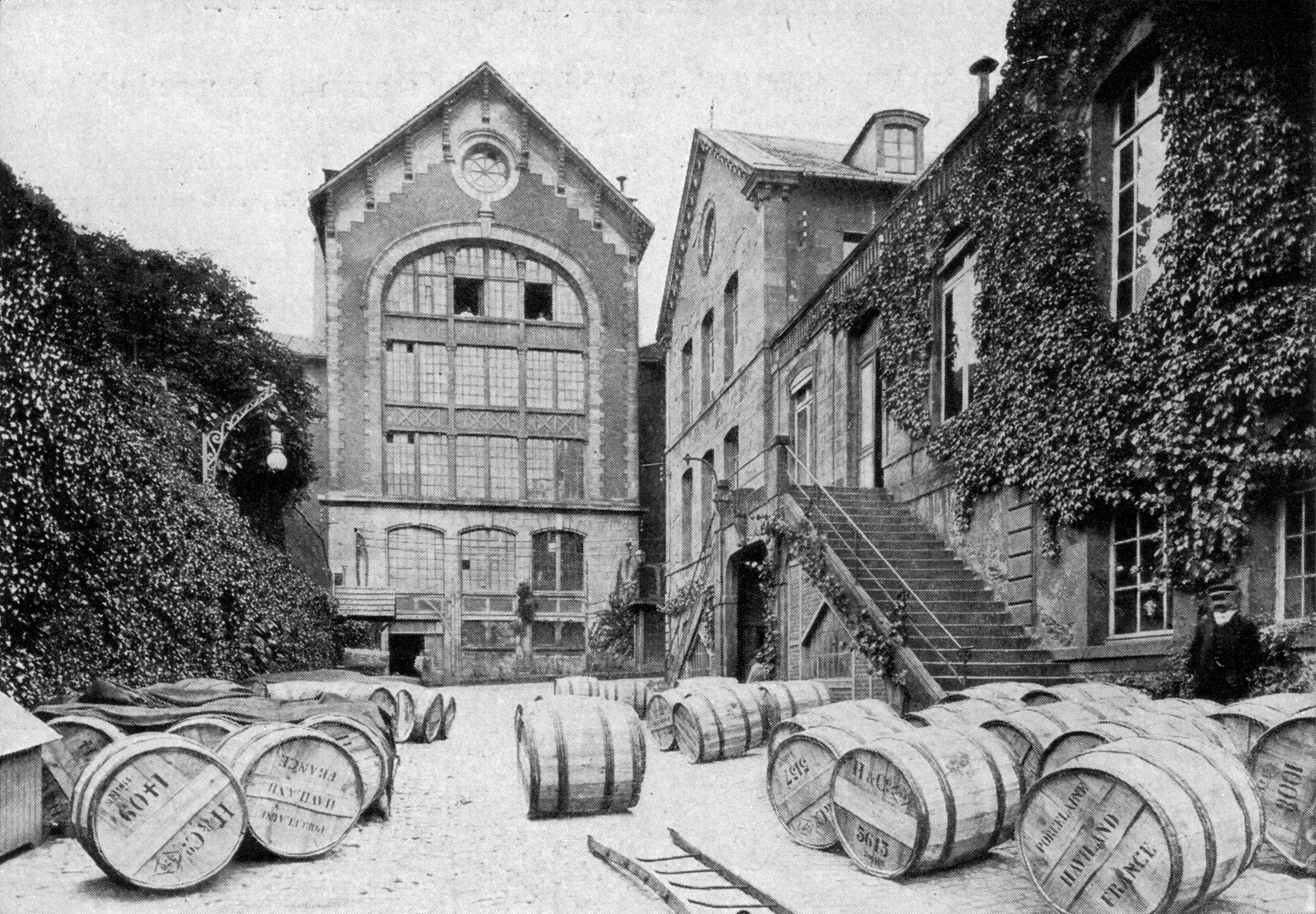
Фарфоровая мануфактура Haviland в начале XX века: бочонки с фарфором, подготовленные к отправке в США.

Высокая репутация каолина Лимузена сложилась благодаря его особенной белизне. Дроблёный на мельницах, расположенных на реке Вьенна, каолин поставлялся, помимо местных фабрик, на фарфоровые мануфактуры в испанской Алькоре, Амстердаме, Копенгагене, Дрездене, Франкентале, франкфуртском Хёхсте, Лондоне, Майнце, швейцарском Ньоне, Цюрихе, а также в Санкт-Петербурге.
В 1827 году в Лиможе насчитывалось уже шестнадцать фабрик по производству фарфора. Период Реставрации (1814—1830 годы) характеризуется открытием большого числа фабрик в коммунах лимузенской равнины (Куссак-Бонваль, Маньяк-Бур, Солиньяк, Сен-Брис-сюр-Вьенн, Сен-Леонар-де-Нобла, Бурганёф и другие).
В эту эпоху отрасль производства фарфора обеспечивала доходами большую часть населения Лимузена. Множество человек были заняты в сплаве леса, предназначенного для печей обжига на фарфоровых фабриках, его вырубке, хранении и последующей доставке на фабрики. В технологическом цикле изготовления фарфоровых изделий было задействовано множество разнообразных профессий.
Начиная с 1836 года, когда была отменена пошлина на ввоз леса в города, в том числе в Лимож, до этого строившиеся в пригородах фабрики стали массово переводиться в города. Только в 1830-х годах в Лиможе было открыто 8 новых фарфоровых заводов. А к середине XIX века, благодаря деятельности американца Хевиленда, фабрик было уже свыше 30.
Именно Хевиленду удалось пленить Париж качеством и изысканностью лимузенской фарфоровой продукции. Также он существенно развил направление декорирования фарфоровых изделий прямо на месте, в Лимузене, в соответствии со вкусами американской клиентуры. Именно в 1853 году состоялось открытие первой фабрики, совмещавшей цеха по изготовлению фарфора и мастерскую по декорации фарфоровых изделий, где в совокупности трудилось 400 работников. В 1848 году в Лиможе насчитывалось 19 производящих фабрик и 17 мастерских по росписи фарфора. Общий оборот отрасли достиг 4 миллиона франков.

### Структурные изменения XX столетия

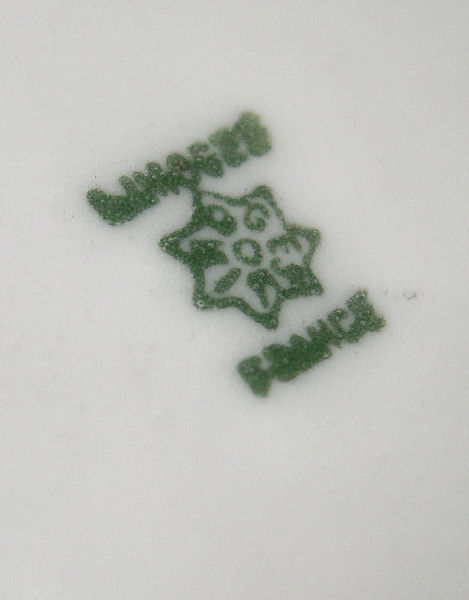
Марка одного из лиможских производителей фарфора.

Сегодня любое фарфоровое изделие, произведённое в департаменте Верхняя Вьенна, маркируется клеймом из окиси хрома (зелёного цвета) «Limoges France» с добавлением специальных инициалов, которые позволяют идентифицировать каждого производителя фарфора.
Отрасль производства фарфоровых изделий в департаменте Верхняя Вьенна представлена 12 основными фабриками, на которых трудится около 1000 человек. Среди ведущих производителей можно перечислить дома фарфора Bernardaud (Бернардо), Haviland (Хевиленд), Royal Limoges (Ройаль Лимож).
Начиная с 80-х годов XX века, производители фарфора переживают глубокий кризис, в связи с чем отмечались факты перемещения производственных мощностей. Таким образом, великие дома фарфора покупались мировыми промышленными группами, которые переводили производство в Китай, но при этом противозаконно продолжали использовать знаменитые клейма. В действительности, пользуясь запутанными нормами регламента, «некоторые производители создают неразбериху, сознательно смешивая изготовленные за пределами Франции изделия с изделиями местного производства и спекулируя репутацией своего бренда». Ассоциация Лиможских производителей фарфора противостоит таким отклонениям, главным образом путём мер по защите наименования «лиможский».
В ноябре 2011 года Франция подала заявку на включение Лиможского фарфора в перечень Шедевров устного и нематериального культурного наследия ЮНЕСКО, однако государство в конечном итоге отозвало эту заявку, после того как ЮНЕСКО усмотрело в ней стремление кандидата развить коммерческий успех после его включения в список.
Тем не менее, на сегодняшний день Лимож сохраняет достигнутое в XIX столетии положение лидирующего центра производства фарфора во Франции.